# Сиберія (Журомінський повіт)
Сиберія (пол. Syberia) — село в Польщі, у гміні Любовідз Журомінського повіту Мазовецького воєводства.
Населення — 228 осіб (2011).
У 1975-1998 роках село належало до Цехановського воєводства.

## Демографія
Демографічна структура станом на 31 березня 2011 року:
|          | Загалом | Допрацездатний вік | Працездатний вік | Постпрацездатний вік |
| -------- | ------- | ------------------ | ---------------- | -------------------- |
| Чоловіки | 114     | 29                 | 72               | 13                   |
| Жінки    | 114     | 24                 | 60               | 30                   |
| Разом    | 228     | 53                 | 132              | 43                   |